# Иванычев, Евгений Иванович
Евгений Иванович Ива́нычев — советский и латвийский актёр театра и кино, народный артист Латвийской ССР (1983).

## Биография
Родился 3 июня 1937 года в городе Кольчугино Владимирской области РСФСР.
Окончил студию при Куйбышевском драматическом театре (1960). После успешного окончания учёбы принят в труппу Московского музыкально-драматического театра (1960). Был актёром Московского драматического театра им. Пушкина (1960—1961) и Горьковского драматического театра им. Горького (1961—1967). С 1967 года актёр Рижского русского театра имени Михаила Чехова, носившего тогда название Рижский театр русской драмы.
С 1976 года снимался в кино на разных киностудиях страны. Наиболее известен по роли ветеринарного врача в комедии Карлиса Марсонса «Будьте моей тёщей!».
Заслуженный артист Латвийской ССР (1976), народный артист Латвийской ССР (1983). Лауреат премии Ленинского комсомола Латвийской ССР (1980).

## Роли в театре

#### Рижский русский театр имени Михаила Чехова
- 1969 — «Варвары» М. Горького — Черкун Егор Петрович, инженер
- 1979 — «История лошади» по повести Л. Н. Толстого «Холстомер» — Феофан
- 1980 — «А зори здесь тихие» по повести Бориса Васильева — Васьков
- 1981 — «Ревизор» Н. В. Гоголя — Городничий
- 1988 — «Отцы-66» Е. Григорьева — Григорьев
- 1990 — «Царевич Алексей» Дмитрия Мережковского — Пётр I
- 1994 — «Самоуправцы» Алексея Писемского — Платон Имшин

## Фильмография
- 1976 — Долги наши — старпом
- 1977 — Красные дипкурьеры — поэт
- 1977 — Будьте моей тёщей! — Андрис
- 1978 — Открытая страна — отец Димы
- 1979 — Три минуты лёта
- 1979 — Камертон — Фёдор Иванович
- 1980 — Три дня на размышление — Антон Козинд
- 1980 — Вторжение — Васильчиков
- 1981 — Третье измерение — писатель
- 1981 — Следствием установлено — капитан милиции Усачев
- 1984 — Когда сдают тормоза — эксперт
- 1985 — Матч состоится в любую погоду — медэксперт
- 1990 — Фанат 2 — Юрий Михайлович